# Karls Knös
Karls Knös este o arie protejată (arie specială de conservare — SAC, sit de importanță comunitară — SCI) din Suedia întinsă pe o suprafață de 58,1 ha, integral pe uscat.

## Localizare
Centrul sitului Karls Knös este situat la coordonatele 60°30′24″N 15°05′01″E / 60.5066°N 15.0835°E.

## Înființare
Situl Karls Knös a fost declarat sit de importanță comunitară în noiembrie 1998 pentru a proteja un număr necunoscut de specii din flora spontană și fauna sălbatică aflate în arealul zonei. Situl a fost protejat și ca arie specială de conservare în martie 2011.

## Biodiversitate
Situată în ecoregiunea boreală, aria protejată conține 3 habitate naturale: Taiga vestică, Mlaștini turboase de tranziție și turbării mișcătoare, Mlaștini împădurite.
La baza desemnării sitului se află un număr nedeclarat de specii protejate.